# Шакунтала
Шакунтала (санскр. शकुन्तला, Śakuntalā IAST) — персонаж індуїстської міфології, дружина Душьянти і мати імператора Бгарати. Її історія описується в давньоіндійському епосі «Магабгарата» і в знаменитій драмі Калідаси «Абхіджняна-Шакунтала».

## Контекст створення
Написана індійським драматургом Калідасою, належить до жанру натака – висока драма, що поєднує в собі поетичність, музику та танці.
Сюжет «Шакунтали» базується на епічному індійському творі «Махабхарата», зокрема на історії, викладеній в першій книзі епосу, Адіпарві, яка є джерелом багатьох сюжетів та образів. Калідаса зміг правдиво передати життя в ашрамі (обитель мудреців і пустельників у давній Індії), однак значно переробив оригінальний сюжет, він вніс власні творчі елементи, надаючи увагу емоціям героїв, додавши образи-символи та містичні елементи.
Калідаса, автор п'єси, вважається одним з найвидатніших поетів санскриту. Верхня межа, коли жив автор Калідаса прибл. 470 рік до н.е., нижня ж 1 століття до н.е. Цей період називають золотим віком індійської історії і культури. Тоді багато малих і великих князівств були об’єднані у величезне царство, а розвиток науки та літератури патронувався монархами. Калідаса вважався однією з дев'яти "перлин", які прикрашали двір славнозвісного Чандрагупти ІІ, що мав титул "Сонце могутності". Творчість Калідаси мала значний вплив на розвиток індійської літератури та культури, а його п'єса перекладена багатьма мовами світу.

## Сюжет
Могутній цар Душ’янта, до якого за допомогою звертаються навіть боги, під час полювання потрапляє до обителі відлюдника Канви, де зустрічається з його прийомною донькою Шакунталою. Молоді люди покохали одне одного і Шакунтала стає дружиною Душ’янти (вони вважалися вільним подружжям - без згоди батьків та вінчального обряду).

Потім цар повинен повернутися до столиці, бо  його кличуть державні справи, але перед від’їздом він обіцяє незабаром повернутися за Шакунталою. Проте трапляється подія, яка робить неможливим щасливе з'єднання коханих. Шакунтала, заглиблена в думки про свого чоловіка, забуває обов’язок гостинності, неуважно поставившись до приходу великого мудреця-подвижника Дурваси. Той надсилає на неї прокляття з тим, що той, про кого згадувала Шакунтала, не помітивши приходу поважного гостя, також не згадає її, як п'яний не згадує промов виголошених раніше. Після цього Душ’янта не впізнає свою дружину через прокляття відлюдника. Взяти свої слова назад Дурваса не може, але передрікає, що цар згадає все, коли побачить талісман, даний їм на пам'ять Шакунталі- свій царський перстень-обручку. Шакунтала їде до палацу Душ’янти, котрий не впізнавши її, звинувачує у брехні дівчину. І ось вони могли вирішити все, їй достатньо показати обручку, проте та, як виявляється, загублена в річці Ганг, на березі якої дівчина молилася і здійснювала омовіння. Невтішну, покинуту Шакунталу боги забирають до себе на небо. Згодом стража приводить до палацу рибалку, який знайшов перстень з іменем царя у шлунку рибини та хотів продати його. До Душ’янти повертається пам'ять, його охоплює каяття. Невдовзі бог Індра через свого посланника просить царя вийти на бій з могутніми демонами. Після перемоги Душ’янта потрапляє до небесного помешкання Каш’япи ("батька богів і демонів"), де зустрічає Шакунталу з сином. Цар падає до її ніг, розповідає про обручку, молить про пробачення. Каш’япа каже Душ’янті не винити себе, бо не з власної волі він вчинив так із Шакунталою, їй також було сказано, щоб вона не тримала зла проти чоловіка. Каш’япа благословляє їхнього сина - опору роду Душ’янти, передвіщає йому володарство світом і нарікає Бхаратом.

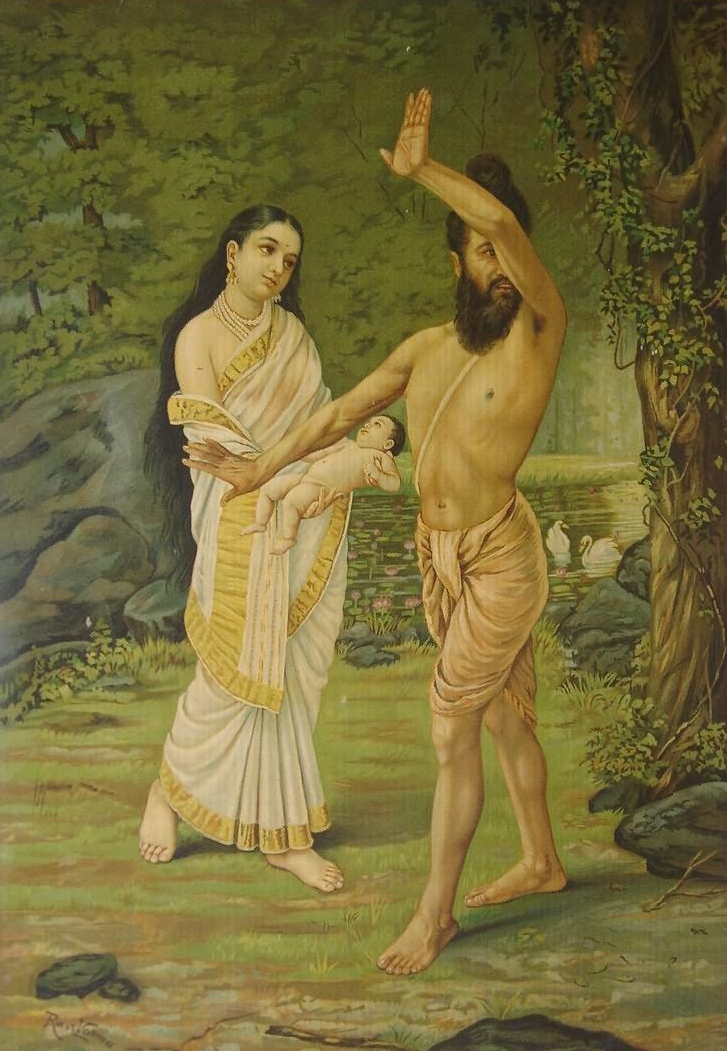
Народження Шакунтали — Вішвамітра відкидає дитини. Картина Раджі Раві Варми.

## Персонажі
- Шакунтала – дружина Душ’янти.
- Душ’янта – чоловік Шакунтали.
- Бхарата – син Душ’янти та Шакунтали. Всесвітній цар.
- Візник – візник Душ’янти.
- Пустельники
- Анасуя – дружина мудреця Антрі, подруга Шакунтали.
- Пріямвада – подруга Шакунтали.
- Канва – мудрець.
- Гаутамі – мати Шакунтали, дружина Канви.
- Шарнгарва, Шарадвата – учні Канви.
- Матхав’я – блазень.
- Сомарата – домашній жрець царя.
- Каш’япа – батько богів.
- Адіті – мати богів.
- Галава – послушник у небі.
- Маталі – візниця небесного царя.
- Ватаяна – голова придворних.
- Ветраваті – слуга Душ’янти.
- Індра - бог-воїн.

## Переклади
«Шакунтала» є знаковим твором не тільки для індійської літератури, її переклад стояв біля витоків європейської санскритології.
Це перший текст індійської літератури, перекладений на європейську мову. Перший переклад цієї драми Калідаси був зроблений в 1789 році британським філологом і сходознавцем сером Вільямом Джонсом. Переклад був зроблений з санскриту на англійську мову, з бенгальського варіанту.
В аналізі ми використовували переклад відомого російського письменника і поета Костянтина Бальмонта, який вперше був опублікований в 1915 році в журналі «Російський вісник». На сьогоднішній день цей переклад залишається найкращим у своєму роді. Драма викликала увагу і захоплення читаючої публіки, в тому числі Гете і Вільгельма Гумбольдта.
Ще один відомий переклад п'єси на англійську мову зробив Моньє-Вільямс в 1855 році.
У 1792 році Микола Михайлович Карамзін опублікував в «Московському журналі» витяги з «Абхіджнана-Шакунтала». Він переклав їх з німецького перекладу Форстера, зробленого з англійського перекладу В. Джонса. Абхіджнана-Шакунтала також багато разів перекладалася на індійські мови. Наприклад, існує 25 різних перекладів малаялам. Український переклад індійського класика, з'явився ще у 50-х р.р. ХХ ст.,  виконаний Павлом Григоровичем Ріттером. Ні до Ріттера, ні після нього більше ніхто не брався перекладати Шакунтала українською мовою. Особливістю оригінального тексту є поділ реплік персонажів на діалекти. Герої, що належать до вищих варн, говорять на санскриті, літературній мові, а нижчі варни говорять на пракриті — провінційному діалекті. У російській версії ці відмінності намагався передати Костянтин Бальмонт: нижні варни, на відміну від вищих, ніколи не говорять віршами. Мова у них проста і звичайна.

## Вплив на культуру
Сучасна українська культурна еліта все ще не відкрила для себе скарбницю зображальних засобів, яку подарувало світу індійське класичне мистецтво у своєму взаємозв'язку з філософською традицією. Але для визнаних митців, починаючи від англійських (Колрідж, Водсворт) і німецьких (Ф.Шлегель, Фрідріх фон Харденберг, більш відомий під псевдонімом Новаліс) романтиків кінця XVIII ст., Р. Ролана, братів Г. і Т.Манн, українських класиків І. Франко і Л.Українки та багатьох інших в літературі, та аж до легенд джаз-року кінця ХХ ст., (О.Козлов, Б.Гребенщиков, Ян Гарбарек, Д.Маклафлін, Дж.Харрісон та ін.), саме класична культура стародавньої Індії часто ставала невичерпаним джерелом натхнення і творчих запозичень.
Познайомившись з перекладами Джонса і Фостера, Європа була вражена могутністю таланту Калідаси і рівнем розвитку давньоіндійської цивілізації. На багатьох видатних діячів західно-європейської культури Гете, Гейне, Гердера, Шиллера, а пізніше Л.Фейхтвангера «Ша- кунтала», як і інші твори Калідаси, справила колосальне враження. Ф.Шиллер вважав, що зображення в п’єсі чистого і прекрасного кохання перевершує твори давньогрецької літератури. Він писав, що в усій грецькій античності немає поетичного зображення чарівної жіночості чи прекрасного кохання, яке хоча б здалека наближалося до «Шакунтали». Гете і Шиллер мріяли про постановку «Шакунтали» на сцені одного з європейських театрів, Бетховен і Шуберт про створення на її сюжет опери і балету.
Велику роль у розповсюдженні драм Калідаси в Росії відіграв К. Бальмонт, який називав поета індійським чарівником, що посідає «перше місце серед драматичних поетів світу».
У «Шакунталі» Бальмонт побачив «театр майбутнього», і не випадково, що саме цю драму він запропонував режисеру А. Таїрову, який створював театр нового типу.
Відкриття Камерного театру в Москві на початку 1914 р. Саме прем’єрою «Шакунтали» в умовах наближення Першої світової війни, а відтак розгулу шовінізму, отримало виняткове значення. П’єса стала на той час символом виклику пошлості та міщанству тогочасного життя, поклику до Правди і непідробної чистоти почуттів. «Легенда про зворушливе кохання, писали газети у відгуках на виставу, овіює глядача неочікуваною і незвичною свіжістю, нагадує про земні турботи, випробування, кличе до подвигу в майбутньому!»
Український переклад індійського класика, як вже зазначалось, з’явився ще у 50-х р.р. ХХ ст., проте на той час жоден з українських театрів не наважився представити на суд глядачів власну версію драми. Хоча варто згадати, що не лише на рубежі ХІХ-ХХ ст., а й у радянські часи провідні театри таких великих міст як Тбілісі або Ташкент, включали до своїх репертуарів виставу Калідаси. На початку ХХІ ст. Київський театр ім. І. Франка вже кілька років демонструє глядачеві своє бачення стародавньої Індії. Важко однозначно оцінити авторську версію режисера А. Приходька, в якій індійський колорит переплітається з образами, навіяними творчістю видатної української художниці Марії Приймаченко або «Енеїдою» Котляревського. Звичайно, і такий погляд має право на існування, а подібна неповторна інтерпретація драми, мабуть, також увійде в історію. Крім того, жива й чарівна індійська музика в блискучому виконанні українських музикантів, яка весь час супроводжує виставу, перетворює її на справжню феєрію. У будь якому разі, можна стверджувати, що постановка без сумніву стала подією театрального життя, а подивитися її – насправді доторкнутися до своєрідної естетики та різнобарвної гамми роздумів і почуттів.